# スティーヴ・アンダーソン
スティーヴ・アンダーソン（Stephen Eugene Anderson、1906年4月6日 – 1988年8月2日）は、アメリカ合衆国の元陸上競技選手である。彼は、1928年に開催されたアムステルダムオリンピックの男子110メートルハードル走で銀メダルを獲得した。

## 経歴
アンダーソンはオリンピック直前の1928年7月7日に、アムステルダムオリンピックのアメリカ代表選考会で当時の世界記録14秒8に並ぶタイムを出し、110メートルハードル走のアメリカ代表に選出された。
アムステルダムオリンピックの110メートルハードル走は、41名の選手が出場して7月31日（予選と準決勝）と8月1日（決勝）の両日に実施された。選手たちは9つの組に分けられて予選を戦い、各組上位2名が同日の準決勝に進むことになっていた。アンダーソンは予選4組を15秒0で走って1位になり、準決勝へ勝ち残った。　
準決勝は、予選通過者18人を3つの組に分けて実施された。アンダーソンは2組で1位となる14秒8の記録で、決勝に勝ち進んだ。
決勝では、準決勝で参加選手中1番良い記録（14秒6）を出した南アフリカ代表のジョージ・ウェイトマン＝スミスが金メダル獲得を有力視されていた。しかし、ウェイトマン＝スミスは競技中にハードルを倒してしまいメダル争いから早々に脱落した。結局、前回パリオリンピックの銀メダリストだったシドニー・アトキンソンが14秒8で金メダルを獲得し、アンダーソンは同タイムながらわずかにアトキンソンに遅れ、銀メダルを獲得した。